# 吕恒礼
吕恒礼（1944年9月—）山东省龙口市下丁家镇西吕家村人，中国人民解放军少将。

## 生平
1964年9月，吕恒礼自黄县一中高中毕业，应征入伍来到中央警卫团。经过三个月新兵训练后获得嘉奖，后被分配至中央警卫团三营九连当战士。在九连，吕恒礼历任战士、文书、班长、排长，还加入中国共产党，并提干。1967年9月，调到三营部任通信班长。1969年6月，调到中央警卫团司令部任参谋。1971年6月，任中央警卫团司令部秘书。时值“文化大革命”时期，中央在天安门、人民大会堂等场所经常组织大型活动，他多次参加这些活动的安全警卫工作，其中在每年5月1日国际劳动节和10月1日中华人民共和国国庆节的庆祝活动中，多次见到毛泽东、周恩来等领导。
1973年5月，吕恒礼被选调至中央军委办公厅任职。起初在中央军委办公厅警卫处工作，当时警卫处的主要职责是负责中央军委副主席叶剑英、徐向前、聂荣臻等在军队工作的中共中央政治局委员以及外地临时到北京开会的许世友、李德生、陈永贵、吴桂贤等中共中央政治局委员的安全警卫工作，同时负责中共中央和中央军委在京西宾馆举行的各类重要会议的安全警卫工作。吕恒礼多次参加首长随身、现场及多项重要会议的安全警卫工作。1976年，在同“四人帮”斗争最激烈的时期，中央军委几位老元帅的安全警卫工作显得更为重要，当时警卫处总在紧张状态中。1976年粉碎“四人帮”当晚，吕恒礼在警卫处值班室值班，随时防止突发事件发生。
1974年12月，吕恒礼在北京市房山县崇青水库执行任务时，发现一名约10岁的儿童掉进水库的冰窟窿，吕恒礼立即跳进冰窟窿，救出落水儿童，立三等功。中央军委副主席叶剑英专门接见了吕恒礼，赞誉他是“活着的罗盛教”。
1978年至1981年，吕恒礼参加了中央军委办公厅的平反冤假错案工作。中央军委办公厅的平反任务十分繁重，从整风“反右”到“文化大革命”，涉及的事情和人员既多又杂。吕恒礼和同事们认真落实中共的政策，反复修改平反决定，不断找相关人员谈话，直到为大批受冤者平反。在依照规定代表组织与当事人见面时，有不少当事人早已离开北京，被分配至外地，吕恒礼和同事们跑遍全国十多个省、自治区、直辖市，完成了工作。
1979年下半年至1995年上半年，吕恒礼在中央军委办公厅政治部工作16年。起初历任保卫干事、干部干事、宣传科科长，1989年2月任政治部副主任。政治部主要负责中央军委办公厅机关的思想政治工作。其间，1982年下半年至1983年下半年，吕恒礼参加中共中央党校部队分部干部培训班，学习马列主义理论；1984年下半年至1986年下半年，吕恒礼在中国人民解放军政治学院学习马克思主义哲学，毕业时受嘉奖。
1989年六四风波中，中央军委办公厅作为中央军委首长的办事机构，位置十分重要。为应对突发事件，吕恒礼和同事们在办公室吃住，一连住了二十余天。为及时向中央军委首长反映北京动乱情况，吕恒礼参加了中央军委办公厅组织的观察组，穿便服到天安门广场及北京市有关地方了解情况，特别是到人多、闹事的地方。每天将了解到的情况由中央军委办公厅统一整理后上报给中央军委首长。
1991年夏，长江流域、淮河流域发生特大洪灾，中华人民共和国全国掀起抗洪救灾热潮。1991年9月，中国人民解放军全军组织了一次向灾区捐赠衣物的大规模活动，中央军委办公厅全体人员参加。吕恒礼时任中央军委办公厅政治部副主任，专门负责该工作。当时，中央军委领导以及老一辈革命家邓小平、叶剑英、徐向前、聂荣臻、杨尚昆、刘华清、洪学智等人都将衣物捐到中央军委办公厅，再由办公厅转送到灾区。中央军委副主席聂荣臻将战争时期使用过的军大衣、军毛毯等都捐出。捐赠的衣物收齐并整理后，吕恒礼与中国人民解放军空军政治部的领导一起将共同捐赠的近16万件衣物运送至安徽省和县灾区，并来到受灾群众家，亲手将衣物送给灾民。当时中国各大报纸都报道了该消息，《人民日报》海外版刊发了消息和照片，对进一步促进向灾区捐赠衣物的活动发挥了影响。
1991年到1998年，吕恒礼先后两届被选为中央军委办公厅的北京市西城区人大代表。
1993年和1994年夏季，吕恒礼两次到中央军委办公厅北戴河办事处负责总体协调工作，每天都凌晨起床，一直工作到深夜。 
1995年1月，吕恒礼被任命为中央军委办公厅保密局局长。任内，吕恒礼率领保密局全体人员树立为军委首长服务、为总部机关服务、为部队服务、为办公厅机关服务的“四服务”意识，保密局每年传递处理数十万份文件未出任何差错；办公自动化走在中国人民解放军全军前列，并获得科技进步奖；档案工作是全军达标先进单位；文件印刷多次立集体三等功；办公厅未发生失泄密。在保密局任职期间，吕恒礼先后四次参加中央军委扩大会议的会务工作，任会务组副组长。
1997年4月25日到5月10日，以中央军委办公厅主任董良驹为团长、吕恒礼及其他局长等一行6人组成的军委办公厅友好军事代表团，对古巴进行为期一周的访问，着重学习考察古巴的军队建设。代表团对途经的西班牙、加拿大、日本等国也进行了参观考察。
1973年5月至1999年6月，吕恒礼在中央军委办公厅工作26年，先后在办公厅3个部、局，9个不同岗位上任职。
1999年6月，吕恒礼调任中国人民解放军海军指挥学院副政委。2000年7月获授少将军衔。2000年上半年参加中共中央党校部队分部干部培训班学习。2000年下半年参与并领导了中国人民解放军海军指挥学院海军战时思想政治工作软件系统的研制开发，获得中国人民解放军海军领导的肯定。后来吕恒礼从副政委任上到龄退役。